# Pierre-Jean-Georges Cabanis
Pierre Jean Georges Cabanis (5 de junio de 1757 - 5 de mayo de 1808) fue un médico y filósofo francés nacido en  Cosnac (Corrèze) y fallecido en Seraincourt. Fue miembro de la Academia Francesa a la que fue elegido en 1803 para el asiento número 40.

## Datos biográficos
Su padre, Jean Baptiste Cabanis, fue un abogado y fisiócrata que se ocupó de la economía de la agricultura rural y de la astronomía. Cabanis hijo, fue enviado a los 10 años por su progenitor al colegio en Brive en el que se formó durante cuatro años.
Después fue enviado a París en donde cultivó la poesía y se relacionó con Jean-Antoine Roucher. Trabajó entonces en traducir a Homero (la Iliada), pero no obtuvo de esta tarea más que un reconocimiento modesto. Ello le llevó a estudiar medicina impulsado por su mentor, un médico de apellido Dubreuil quien ejerció gran influencia sobre el joven Cabanis.
Fue admitido en la sociedad de Mme Helvétius en Auteuil, donde conoció a Anne Robert Jacques Turgot, Holbach, Condorcet y otros hombres reconocidos en la época. Adoptó los principios de la revolución y se vinculó estrechamente con Mirabeau a quien incluso atendió como médico. 
En 1796, Cabanis se casó con Charlotte de Grouchy, hermana del mariscal de Grouchy y de la viuda de  Condorcet. Fue profesor de la escuela de medicina de París. También fue diputado al Consejo de los Quinientos; aprobó el golpe de Estado del 18 de brumario y fue llamado al senado conservador cuando se creó. El emperador Napoleón Bonaparte lo hizo conde del imperio . 
Fue nombrado miembro del Instituto de Francia (Académie des sciences morales et politiques) el 14 de diciembre de 1795 y electo miembro de la Academia Francesa el 28 de enero de 1803.

## Obra
- Observations sur les hôpitaux (1790).[2]
- Journal de la maladie et de la mort d'Honoré-Gabriel-Victor-Riquetti de Mirabeau (1791)
- Du degré de la certitude de la médecine (1797)
- Rapport sur l'organisation des écoles de médecine (1799)
- Quelques considérations sur l'organisation sociale (1799)
- Rapports du physique et du moral de l'homme (1802). Esta es considerada la más importante de sus obras.
- Coup d'œil sur les révolutions et la réforme de la médecine (1804)
- Observations sur les affections catarrhales (1807)
- Quatre discours sur l'Éducation publique (ue descubierta en sus archivos de manera póstuma)
- Lettre à Fauriel sur les causes premières, testamento filosófico. Obra póstuma publicada por Frédéric Bérard)

La obra de Cabanis fue reunida por  François Thurot, en 5 volúmenes, 1823-1825.

## Reconocimientos
- Oficial de la Legión de Honor[3]